# Gianpaolo Alciati
Gianpaolo Alciati de la Motta, także Giovanni Paolo Alciati lub Alciato (ur. ok. 1515–1520 w Savigliano, zm. ok. 1573 w Gdańsku) – włoski działacz reformacyjny m.in. w Polsce, unitarianin.
Szlachcic z Piemontu, poświęcił się karierze wojskowej. Około 1550 przyjął kalwinizm i wyjechał do Genewy. Początkowo przyjęty serdecznie przez Kalwina, otrzymał obywatelstwo Genewy w 1555. Wkrótce potem został wyrzucony z tego miasta z powodu publicznego wyrzeczenia się wiary w Trójcę Świętą oraz głoszenia wyższości islamu i wyjechał do Bazylei. Tam został skazany na śmierć za herezję lecz w ostatniej chwili uciekł. Do Polski przyjechał w 1562 wraz z Giovanni Valentino Gentile. Osiadł w Pińczowie, gdzie brał udział w synodach protestanckich. Związał się z braćmi polskimi i wraz z nimi został wygnany z Polski w 1564. Osiedlił się początkowo na Morawach a potem w Gdańsku, gdzie zmarł.